# Kanlići
Kanlići (cyr. Канлићи) – wieś w Bośni i Hercegowinie, w Republice Serbskiej, w gminie Novo Goražde. W 2013 roku liczyła 24 mieszkańców.